# Puy de Côme
Il Puy de Côme (1.252 m s.l.m.) è un vulcano della Chaîne des Puys nel Massiccio Centrale. Si trova in Francia (dipartimento Puy-de-Dôme).

## Caratteristiche
Le pendici dell'antico vulcano del tipo stromboliano sono ricoperte di piantagioni di legno ben allineate, che sono riconoscibili da lontano. Si tratta di un cono quasi perfetto con un picco a 1252 metri. Il suo volume è di circa 190 milioni di metri cubi. Il suo flusso di lava è chiamato Cheires ed è uno dei più importanti di tutta la catena vulcanica. La sua lava, arrivò fino al sito dell'attuale città di Pontgibaud costringendo il fiume a creare un nuovo letto.
Dal momento che un decreto di legge nel 2002 ha vietato l'accesso alla vetta del Puy de Côme, il vulcano rimane tuttora poco conosciuto.